# Andrej Ajdič

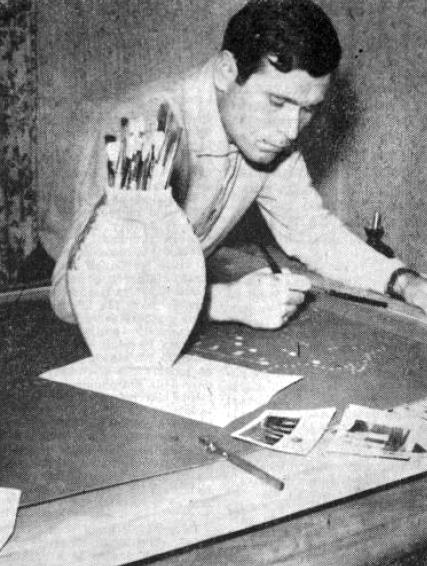
Andrej Ajdič

Andrej Ajdič (* 12. Juli 1937 in Laško, Königreich Jugoslawien; † vor oder am 22. Dezember 2022) war ein slowenischer Maler, Grafiker und Bildhauer.

## Leben
Ajdič war das älteste von fünf Geschwistern. Die Familie verzog für einige Jahre nach Graz, Österreich und so wuchs er zweisprachig auf. Im Alter von elf Jahren wurde er zum Vollwaisen und lebte daraufhin bei der Familie einer Tante in Celje, wo er eine höhere Schulausbildung und eine Goldschmiedelehre absolvierte. Von 1956 bis 1958 folgte ein Studium der angewandten Kunst in Ljubljana und der Akademie für angewandte Kunst in Wien bei Kurt Schwarz und Franz Herberth, wo er 1961 diplomiert wurde.
1965 heiratete Ajdič. Seine beiden Töchter wurden 1967 und 1968 geboren. Nach einer kurzen Beschäftigung in der Industrie und einem Aufenthalt in der Schweiz widmete sich Ajdič wieder seiner Arbeit als freier Künstler. Er erwarb ein Domizil in Poljane im oberen Savinjska-Tal, wo er bis zuletzt lebte.
Ajdič war Mitglied des Künstlerhaus Wien.

## Schaffen
Der Kunstkritiker Winfried Konnertz führt dazu aus:
„Anfang der 1960er Jahre beginnt Ajdič mit narrativ-figurativen Bildern anekdotischen Charakters, die sein reales Umfeld widerspiegeln. Die Bilder zeigen eine neue Figürlichkeit, als Ablehnung des Informel, wie sie auch im Westen entstand: gewöhnliche, banale Sujets oder Werbung, wie sie auch die Pop Art nutzt. Aber Ajdičs Adaption banaler Dinge ist nicht banal. In seinen Bildern vereint er westliche Tendenzen, wie Op-Art und geometrische Systeme mit narrativem Material, um den ‚grotesken Bestand‘ – also die opponenten intellektuellen und künstlerischen Programme westlicher Kunstproduktionen – aufheben und ihm durch seine Bildfindung eine rätselhafte Dimension verleihen“.
Konnertz:
„Ajdičs Arbeiten zeigen beides: formalkompositorische Meisterschaft und farbintensive Strukturierung fantasiestarker Sujets. Geometrisches wird mit Realem verbunden, oft zu reduzierten Images. Irritierende Szenen bilden Bildflächen – häufig auf schwarzem Grund – in die Realitätszitate und farbige Geometrieformen eingebunden sind. Wie durch Fensterrahmen blickt man in den Hintergrund, der floral und biomorph mit technischen Objekten kombiniert, unerwartete Assoziationen hervorruft“.
1975 begann Ajdič sein skulpturales Werk. Die Skulpturen nutzten durchweg in Bronze reliefiert wiedergegebene Zeitungsseiten. Sie wurden zunächst eingesetzt, um alltägliche Objekte darzustellen. Äpfel, Schuhe, Brot, Tiere oder anatomische Details, dann aber auch später für die großen Skulpturen Lesender Affe 1990 oder Aufsteigen-Hommage I. M. 1991. Die Zeitungsseiten in geformter Bronze, Abgüsse der Matrix einer Druckseite für Rotationsdruckmaschinen, schaffen – gleichsam ummantelnd – die Skulpturen und bilden sie zu anthropomorph-mythischen Gebilden.
Die erste große Einzelausstellung fand 1976 in der Galerie Pierre Koller in Lausanne statt. Es folgten Ausstellungen im In- und Ausland. Zu den Kennern seiner Arbeiten zählen Persönlichkeiten wie der UNESCO-Generaldirektor Federico Mayor, dem, anlässlich des internationalen Zeitungskongresses 1993 in Berlin, der FIEJ-Preis, eine Ajdič-Bronze, überreicht wurde. Federico Mayor, Bill Clinton und Johannes Rau gehören zu Sammlern von Ajdič-Skulpturen.

## Werke
Arbeiten von Andrej Ajdič befinden sind in zahlreichen privaten Sammlungen, im Besitz von Galerien in den USA und in verschiedenen Ländern Europas sowie in der Albertina in Wien, im Kultusministerium, Wien, in der Nationalbibliothek Civita, Mailand, im Sekretariat für Kultur, Ljubljana und der Nationalbibliothek, Washington, sowie der Akademie für angewandte Kunst, Wien. Ausstellungen, die sich ausschließlich seinem Werk widmeten, fanden u. a. in Italien, der Schweiz, Deutschland und in den USA statt.
Im Oktober 2019 erhob Ajdič Betrugsvorwürfe im Zusammenhang mit der Verwendung der von ihm gefertigten, nach seinen Angaben als Dauerleihgabe überlassenen Christusstatue vor der Pfarrkirche in Međugorje gegen die dortige Pfarrgemeinde. Diese bestritt Ajdičs Ansprüche, laut Zollerklärung sei die Statue ein Geschenk gewesen.

## Ausstellungen
1974: Andrej Ajdič: tapiserija, slikarstvo, grafika, Städtische Galerie, Ljubljana
- 1991: Andrej Ajdič, Deutsche Parlamentarische Gesellschaft, Bonn; Villa Clementine, Wiesbaden; Galerie am Brühl, Chemnitz; Künstlerhaus, Wien
- 1993: Andrej Ajdic. Gegossene Zeit: Bronze-Skulpturen und Grafik. Bank Austria, Wien